# Megaselia flavifacioides
Megaselia flavifacioides är en tvåvingeart som först beskrevs av Senior-white 1922.  Megaselia flavifacioides ingår i släktet Megaselia och familjen puckelflugor. Inga underarter finns listade i Catalogue of Life.